# Czarownice z Salem
Czarownice z Salem (ang. The Crucible) – amerykański dramat z 1953 autorstwa Arthura Millera, oparty na głośnych procesach o czary, które rozegrały się w 1692 w amerykańskim miasteczku Salem.
Sztuka miała premierę światową na Broadwayu 22 stycznia 1953. Zdobyła wtedy nagrodę Tony za najlepszą sztukę roku. Polska prapremiera sztuki (jako Proces w Salem) miała miejsce 29 listopada 1959 w Teatrze Dramatycznym w Warszawie.
Dramat odwołuje się do mrocznych czasów prześladowań i religijnego terroru. Jest metaforyczną odpowiedzią na makkartyzm, panujący w USA w latach 50. XX wieku.

## Treść
Abigail jest ubogą dziewczyną z miasteczka. Chcąc się zemścić na swoim byłym ukochanym, oskarża go o kabalarstwo, okultyzm i deprawowanie niewinnych dziewcząt. Sfałszowane dowody poszerzają krąg skazanych. Cała lokalna społeczność, sterowana przez przywódców duchowych i miejscowe władze, staje do walki z bezbożnikami. Spokojni i zwyczajni ludzie przeistaczają się w żądny kary oraz krwi motłoch. Indywidualna histeria przeradza się w zbiorową psychozę, która niszczy zarówno ofiary, jak i katów.